# Wald am Schoberpaß
Wald am Schoberpaß ist eine Gemeinde mit 528 Einwohnern (Stand 1. Jänner 2025) im Norden der Steiermark (Gerichtsbezirk bzw. Bezirk Leoben), rund 40 km westlich der Bezirkshauptstadt Leoben.

## Geografie

### Geografische Lage
Wald am Schoberpaß liegt am Schoberpass zwischen den Niederen Tauern und den Eisenerzer Alpen. Der Pass trennt die Einzugsgebiete der Palten, die zur Enns entwässert, und der Liesing, deren Wasser in die Mur fließt.
Der Schoberpass ist der niedrigste Alpenübergang in Österreich. Die wasserscheidende Stelle ist hier so niedrig, dass lediglich die abfließenden Gewässer den Passübergang erkennen lassen. Von der 849 Meter hohen Passhöhe steigt das Gemeindegebiet nach Norden auf 2000 Meter an, die höchsten Erhebung ist der Leobner mit 2036 Meter. Im Süden erreichen der Hochreichhart 2416 und das Geierhaupt 2418 Meter Höhe.
Die Gemeinde hat eine Fläche von 90 Quadratkilometer. Davon sind zwei Drittel bewaldet, 17 Prozent sind Almen und 6 Prozent landwirtschaftliche Nutzfläche.

### Gemeindegliederung
Das Gemeindegebiet umfasst folgende drei Ortschaften (in Klammern Einwohnerzahl Stand 1. Jänner 2025):
- Liesing (20)
- Melling (3)
- Wald am Schoberpaß (505)

Die Gemeinde besteht aus den drei Katastralgemeinden Liesing, Melling und Wald.

## Geschichte
Der Ort hat im Laufe der Zeit mehrmals seinen Namen geändert. Erstmals urkundlich belegt sind die Namen Vualde 925 und Gaizzerwald 1074. Ihren heute gültigen amtlichen Namen Wald am Schoberpaß hat die Gemeinde erst seit 1945.
1849 wurden die Gemeinden Melling, Vor- und Unterwald zu einer einzigen Gemeinde vereinigt. Die einzelnen Bürgermeister sind erst ab 1892 lückenlos nachweisbar. Wer erster Bürgermeister war, ist nicht mehr feststellbar.

### Bevölkerungsentwicklung

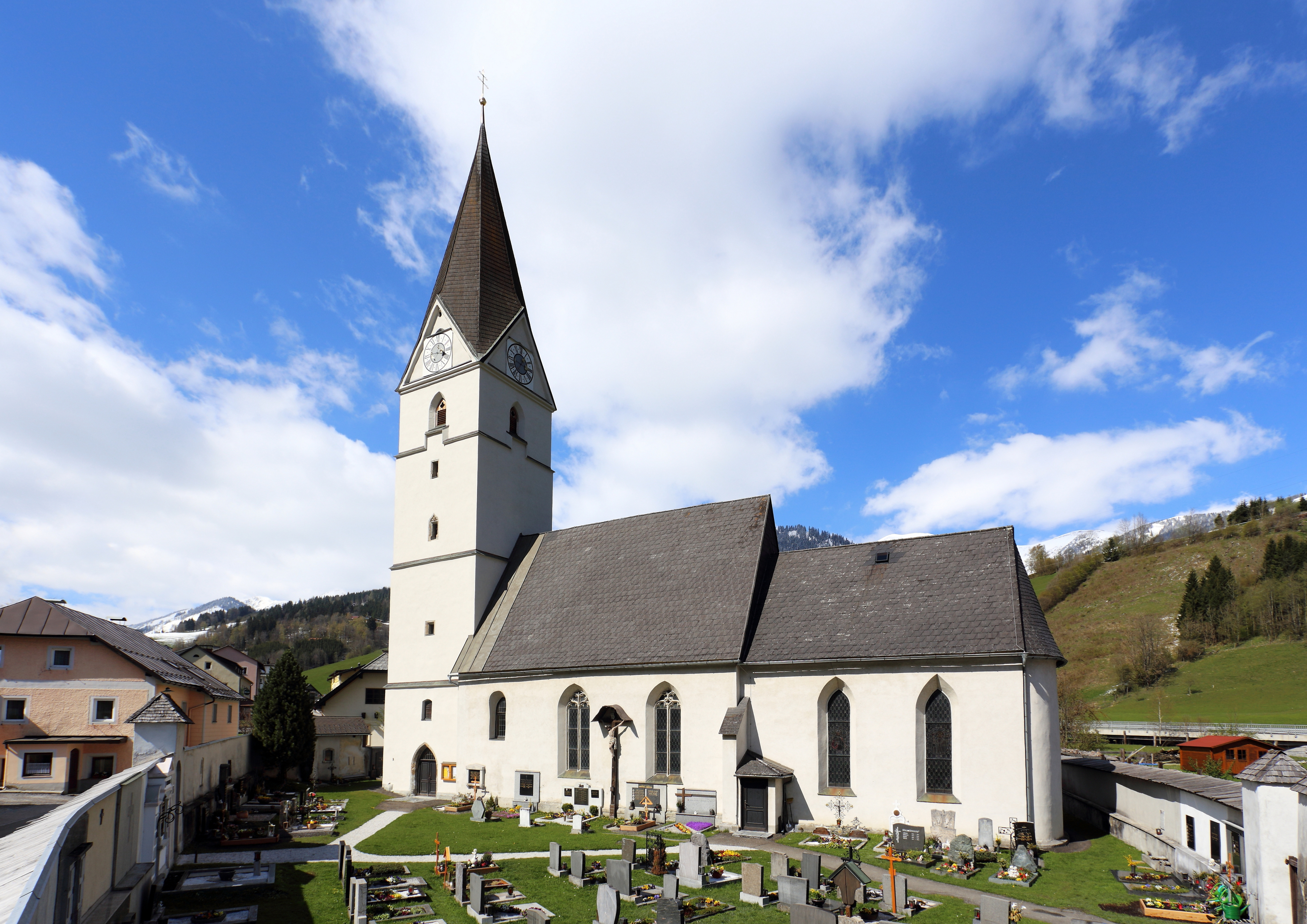
Pfarrkirche hl. Kunigunde

Quelle: Statistik Austria

## Kultur und Sehenswürdigkeiten
- Katholische Pfarrkirche Wald am Schoberpaß hl. Kunigunde
- Evangelische Pfarrkirche Wald am Schoberpaß: Die 1795 gegründete evangelische Pfarrgemeinde ist die dritte steirische Toleranzgemeinde. Im Jahre 1784 wurde ein erstes Bethaus gebaut, 1829 wurde die heutige Pfarrkirche errichtet und 1849 der Turm angefügt und mit seinen drei Glocken am 21. Juli 1850 eingeweiht.

### Naturdenkmäler

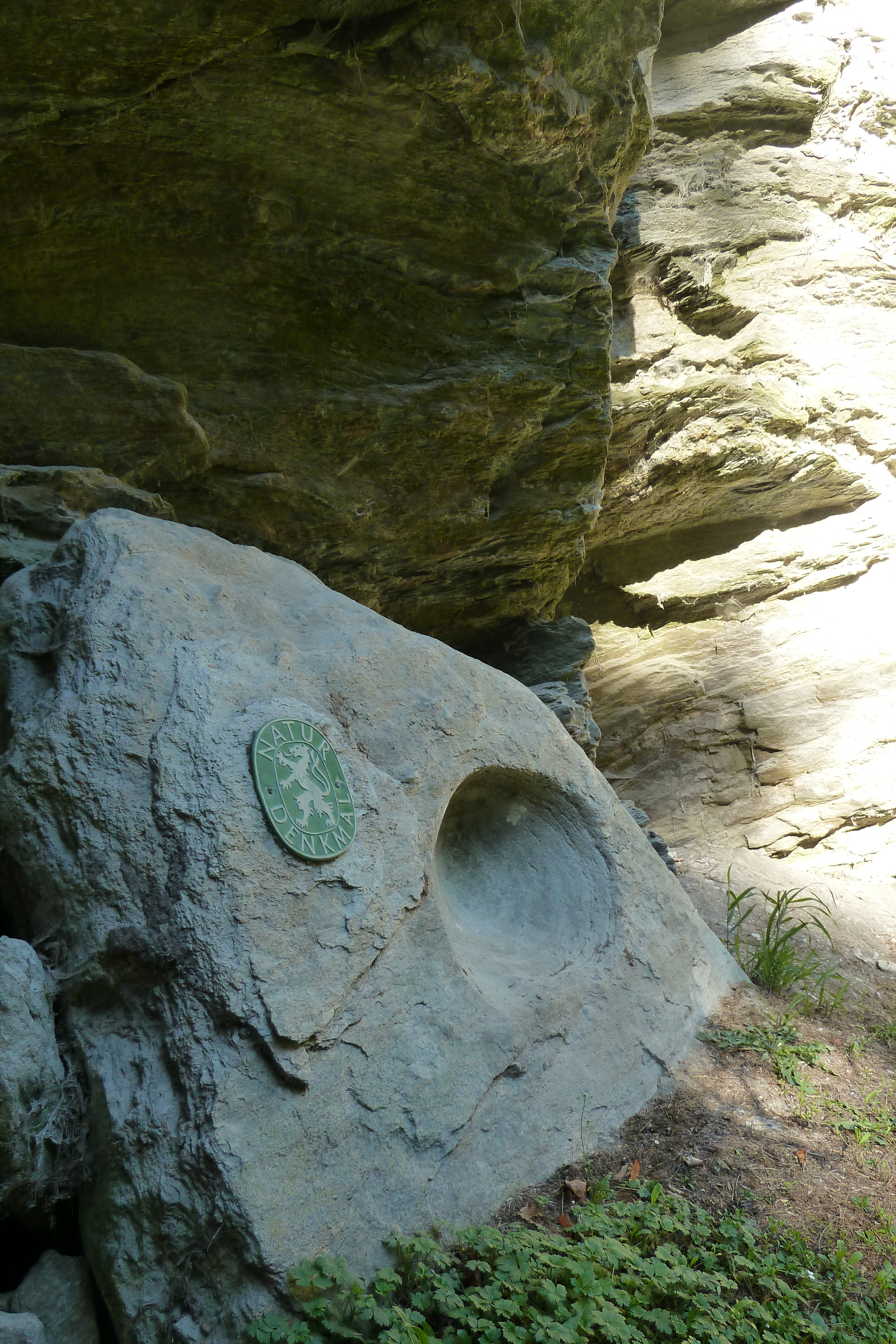
Die Liesinger Toagschüssel im September 2014.

- Liesinger Toagschüssel, eine Gletschermühle

## Wirtschaft und Infrastruktur

### Wirtschaftssektoren
Von den 38 landwirtschaftlichen Betrieben des Jahres 2010 wurden 12 im Haupt-, 22 im Nebenerwerb und 4 von juristischen Personen geführt. Die starke Zunahme der Beschäftigten im Produktionssektor betraf vor allem die Bauwirtschaft, in der 491 Erwerbstätige beschäftigt waren (Stand 2011). Die wichtigsten Arbeitgeber im Dienstleistungssektor waren die Bereiche Verkehr (21) und soziale und öffentliche Dienste (19 Mitarbeiter).
| Wirtschaftssektor            | Anzahl Betriebe | Anzahl Betriebe | Anzahl Betriebe | Erwerbstätige | Erwerbstätige | Erwerbstätige |
| Wirtschaftssektor            | 2021            | 2011            | 2001            | 2021          | 2011          | 2001          |
| ---------------------------- | --------------- | --------------- | --------------- | ------------- | ------------- | ------------- |
| Land- und Forstwirtschaft 1) | 25              | 38              | 31              | 31            | 25            | 25            |
| Produktion                   | 13              | 9               | 8               | 55            | 513           | 45            |
| Dienstleistung               | 33              | 30              | 34              | 84            | 64            | 124           |

1) Betriebe mit Fläche in den Jahren 2010 und 1999, Arbeitsstätten im Jahr 2021

### Verkehr
Wald am Schoberpaß liegt an einer Teilstrecke der Rudolfsbahn, an der Pyhrn Autobahn und der Schoberpassstraße.

### Tourismusverband
Die Gemeinde bildet gemeinsam mit Kalwang, Kammern im Liesingtal, Mautern in Steiermark und Gaishorn am See den Tourismusverband „Palten-Liesing Erlebnistäler“. Dessen Sitz ist in Mautern.

## Politik

### Gemeinderat
Bei der Gemeinderatswahl werden neun Mandatare gewählt. Im Jahr 2020 erreichte die SPÖ mit 74 Prozent der Stimmen sieben Mandate, die ÖVP mit 26 Prozent zwei Mandate.

### Bürgermeister
Bürgermeister von Wald am Schoberpass ist Marc Landl.

### Wappen
Das heutige Wappen der Gemeinde wurde 1970 gestaltet. Es zeigt das Symbol Schlägel und Eisen, das den Magnesitbergbau vergangener Jahre würdigen soll, darüber versinnbildlichen drei Tannen den Namen des Ortes „Wald“.

## Persönlichkeiten

### Ehrenbürger
- 1973: Alois Mair-Weinberger (1887–1979), Pfarrer von Wald am Schoberpaß[13]
- 2012: Wolfgang Brandner, Amtsleiter
- Horst Großegger († 2021), Altbürgermeister von Wald am Schoberpaß[14]
- 2022: Hans Schrabacher, Altbürgermeister von Wald am Schoberpaß